# Pauline Kael
Pauline Kael (Petaluma, Califòrnia, 19 de juny de 1919 - Great Barrington, Massachusetts, 3 de setembre de 2001) va ser una crítica de cinema estatunidenca, coneguda per les seves ressenyes «enginyoses, mordaces, molt obstinades i fortament incisives»; les seves opinions sovint eren contràries a les dels seus contemporanis. Va ser una de les crítiques de cinema més influents de la seva època.
Va exercir un tipus de crítica basada en l'experiència personal i el principi del plaer, que fugia de la correcció política i no temia enfrontar-se a editors o cineastes. Va deixar una impressió duradora en diversos crítics de cinema prominents. Roger Ebert va sostenir en un obituari que Kael «havia exercit una influència més positiva sobre el clima del cinema estatunidenc que qualsevol altra persona en les últimes tres dècades». Segons ell, no tenia teoria, ni regles, ni pautes establertes, ni estàndards objectius. «Tot en ella era personal». Owen Gleiberman va assenyalar que Kael «era més que una gran crítica. Va reinventar la forma i va ser pionera en tota una estètica de l'escriptura».

## Biografia

### Primers anys
Kael va néixer en una granja a Petaluma, Califòrnia, filla d'Isaac Paul Kael i Judith Friedman, dos emigrants jueus provinents de Polònia. La seva família va perdre la granja quan Kael tenia vuit anys, per la qual cosa s'hagueren de traslladar a San Francisco. El 1936 es va matricular a la Universitat de Califòrnia a Berkeley, on va estudiar filosofia, literatura i art, però va abandonar la universitat el 1940. Kael tenia la intenció d'ingressar a la facultat de dret, però es va unir a un grup d'artistes i se'n va anar a viure a la ciutat de Nova York al costat del poeta Robert Horan.
Tres anys més tard, Pauline Kael va tornar a Berkeley i va portar una vida bohèmia, escrivint obres de teatre i treballant en pel·lícules experimentals. La seva residència era una casa de dos pisos de 1905, que va ser un epicentre per a les persones relacionades amb les arts. Les parets estaven decorades amb obres de Jess Collins i David Young Allen, a més de reproduccions de gravats de Matisse i Picasso. L'artista Harry Jacobus, que vivia en una cabanya darrere de la casa, va escriure: «la seva llar a Berkeley era un Grand Central per a les persones interessades en les arts. Pauline organitzava vetllades amb l'elit cultural, ja que li encantava el conjunt de les múltiples veus de la florent escena artística de l'àrea de la badia dels anys 1950 i 60». El 1948, Pauline Kael i el cineasta James Broughton van tenir una filla, Gina, que Kael criaria sola. Gina va tenir una malaltia greu durant gran part de la seva infància; per a mantenir la seva filla i a ella mateixa, Kael va fer diversos treballs, com els de cuinera i modista, a més d'algunes labors com a redactora publicitària.

### Inicis de la seva carrera
El 1953, l'editor de la revista City Lights va sentir Kael discutir sobre pel·lícules en una cafeteria amb una amiga i li va demanar que escrivís una ressenya de la pel·lícula Candilejas, de Charlie Chaplin. Encara que algunes fonts indiquen que Kael va sobrenomenar la cinta «Slimelight» (un joc de paraules amb slime, que significa «bavós» en anglès), la paraula no és esmentada en la seva ressenya, que de totes maneres va ser negativa envers la pel·lícula, que titllà de «sentimental i complaent amb les multituds». A partir de llavors va començar a publicar crítiques cinematogràfiques de manera regular en diverses revistes.Sobre el seu estil d'escriptura, temps després ho va explicar de la manera següent: «Vaig treballar per afluixar el meu estil, per allunyar-me de la pompositat dels assajos que havíem conegut a la universitat. Volia que les oracions respiressin, que tinguessin el so d'una veu humana». Kael menyspreava el suposat ideal d'objectivitat dels crítics, referint-s'hi com a «objectivitat de babaus», i hi incorporava aspectes autobiogràfics, en les seves crítiques. En una ressenya de la pel·lícula neorealista Sciuscià (1946), de Vittorio De Sica, que és considerada una de les seves crítiques més memorables, Kael va descriure així l'experiència de veure la pel·lícula:
| « | ...després d'una d'aquelles baralles terribles d'enamorats que la deixen a una en un estat de desesperació incomprensible. Vaig sortir del cine plorant i vaig sentir la veu petulant d'una noia universitària que es queixava amb el seu xicot: "Bé, no veig què tenia d'especial aquesta pel·lícula". Vaig caminar pel carrer, plorant cegament, sense saber si les meves llàgrimes eren per la tragèdia a la pantalla, la desesperança que sentia per mi, o l'alienació que sentia per aquells que no podien experimentar la resplendor d'"Sciuscià". Perquè si la gent no pot sentir Sciuscià, què “pot” sentir?... Més tard vaig saber que l'home amb qui m'havia barallat hi havia anat aquella mateixa nit i també n'havia sortit plorant. Tot i això, les nostres llàgrimes l'un per l'altre i per Sciuscià no ens van unir. La vida, com demostra Sciuscià, és massa complexa per a finals senzills. | » |

Kael va transmetre algunes de les seves primeres crítiques a través de l'emissora de ràdio pública alternativa KPFA, de Berkeley, i es va fer coneguda a més com l'administradora del Berkeley Cinema Guild entre 1955 i 1960. Kael programava pel·lícules al cinema «repetint sense excuses les seves favorites fins que es convertien també en les favorites de l'audiència». També va escriure ressenyes punyents i incisives de les pel·lícules, que els seus editors van començar a recopilar.

### Massificació
Pauline Kael va rebre l'oferta de publicar un llibre amb les seves crítiques, que aparegué el 1965 amb el títol de I Lost It at the Movies. Se'n van vendre 150.000 exemplars i es va convertir en un inesperat èxit de vendes. Coincidint amb un treball a la revista femenina d'alta circulació McCall's, Kael (com va indicar Newsweek en un article de 1966) «es va massificar».
Aquest mateix any va escriure a McCall's una crítica mordaç de la popular pel·lícula The Sound of Music. Després d'esmentar que part de la premsa l'havia sobreanomenat «El so dels diners», Kael es va referir al missatge que contenia el film com una «mentida ensucrada que la gent semblava acceptar». Uns quants mesos després va ser acomiadada de McCall's, segons Stein, per haver menyspreat cada pel·lícula comercial, des de Lawrence d'Aràbia i Doctor Jivago fins a The Pawnbroker i A Hard Day's Night.

### The New Yorker
El seu acomiadament de McCall's la va portar a escriure per a The New Republic entre 1966 i 1967, on els editors de la revista modificaven contínuament les ressenyes de Kael sense el seu permís. A l'octubre de 1967, Kael va escriure un extens assaig sobre Bonnie and Clyde, que la revista es va negar a publicar. Però William Shawn, de The New Yorker, sí que el va voler. La crítica entusiasta que Kael en va escriure estava en desacord amb l'opinió imperant, que considerava la pel·lícula controvertida. Pocs mesos després, Kael va renunciar a The New Republic i s'uní a The New Yorker fins al 1979.
Inicialment, alguns van considerar que el seu estil d'escriptura col·loquial no encaixaria amb la visió més sofisticada de la revista. Però durant aquesta època a The New Yorker va poder escriure extensament, i amb la mínima interferència editorial. És des d'aquest mitjà que Kael va destruir els prejudicis de la gent interessada en la cultura només entorn del que es considerava cinema respectable, important. El 1968 la revista Time es referia a ella com «una de les principals crítiques de cinema del país».

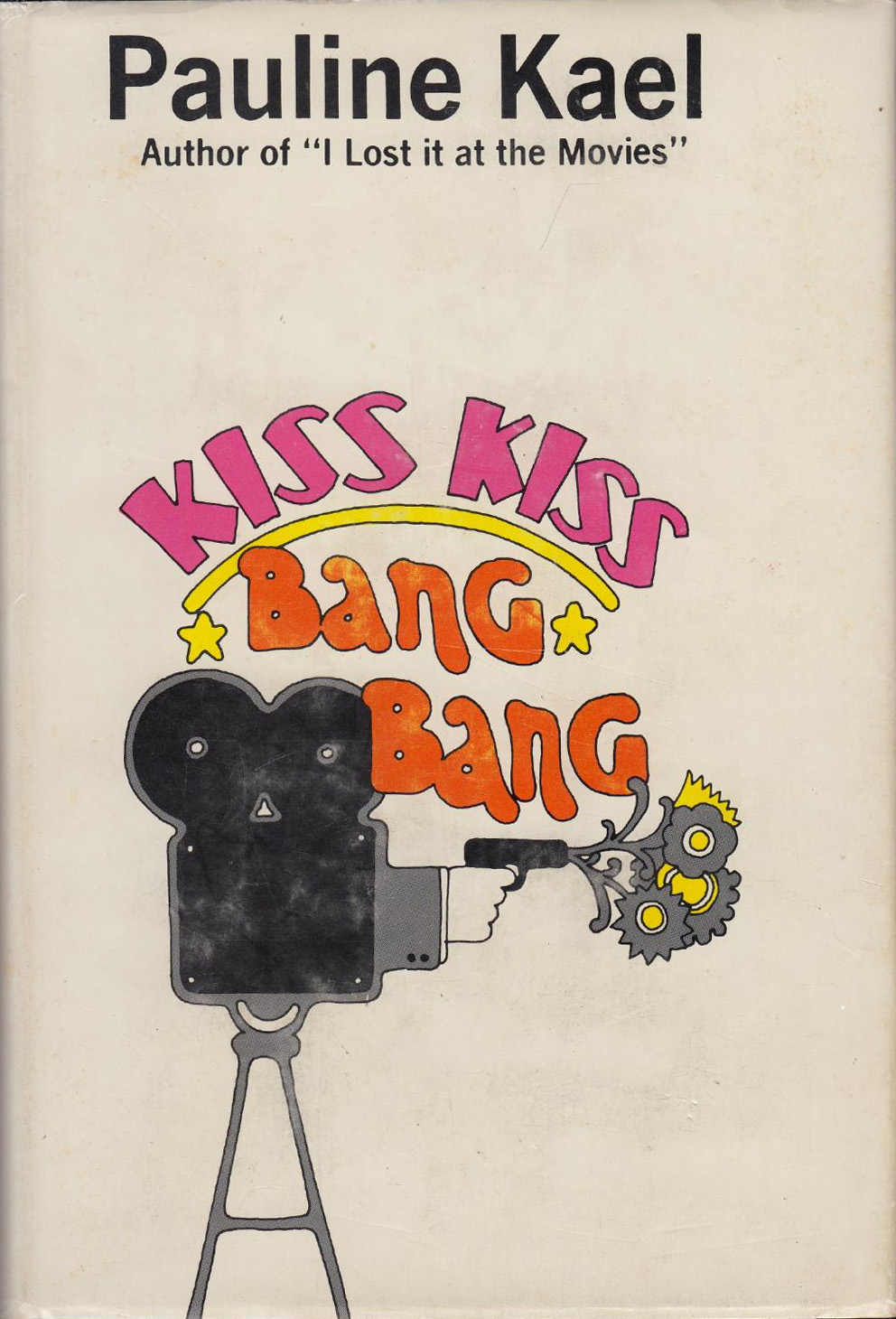
Kiss Kiss Bang Bang (1968)

El 1970, Pauline Kael va rebre un premi George Polk per la seva feina a The New Yorker. Durant aquesta època va continuar publicant col·leccions dels seus escrits sota títols suggeridors com Kiss Kiss Bang Bang, When the Lights Go Down i Taking It All In. La seva quarta col·lecció, Deeper into Movies (1973), va guanyar el Premi Nacional del Llibre dels Estats Units en la categoria «Arts i lletres». Va ser el primer llibre de no ficció sobre cinema que guanyava aquest premi.
Pauline Kael també va escriure assajos filosòfics sobre el fet d'anar al cinema, la moderna indústria cinematogràfica de Hollywood, i el que ella percebia com la falta de coratge del públic per a explorar pel·lícules menys conegudes i més desafiadores. Entre els seus assajos més populars es troba una crítica negativa sobre Marilyn: a Biography de Norman Mailer, un relat sobre la vida de Marilyn Monroe; una incisiva mirada a la carrera de Cary Grant; i Raising Kane (1971), un llarg assaig sobre l'autoria de la pel·lícula Ciutadà Kane.
Raising Kane va ser publicat per primera vegada en dos números consecutius de The New Yorker. L'assaig va ampliar la disputa de Kael sobre la teoria d'autor, argumentant que Herman J. Mankiewicz, coautor del guió, era pràcticament l'únic autor del guió i la veritable força rectora de la pel·lícula. Kael va al·legar, a més, que Orson Welles havia planejat activament privar Mankiewicz d'aparèixer en els crèdits de la cinta. Welles va considerar demandar Kael per difamació. El director va ser defensat per crítics de cinema, acadèmics i amics, incloent Peter Bogdanovich, que va refutar les afirmacions de Kael en un article de 1972, que incloïa la revelació que Kael s'havia apropiat de l'extensa recerca d'un membre de facultat de la UCLA i no li ho va atribuir.
En 1979, Kael va acceptar una oferta de Warren Beatty per a ser consultora de l'estudi Paramount Pictures, però de seguida va deixar el càrrec i va tornar a escriure crítiques.

### Últims anys
A principis de la dècada de 1980, Kael va ser diagnosticada amb la malaltia de Parkinson, que té un component cognitiu. A mesura que el seu estat de salut empitjorava, es va deprimir cada vegada més amb l'estat de les pel·lícules estatunidenques, juntament amb la sensació que ja no hi havia res nou de dir. L'11 de març de 1991 va anunciar que deixaria d'escriure crítiques de manera periòdica, I durant els següents deu anys no va publicar cap treball.
Kael va morir el 2001, a la seva casa de Great Barrington, Massachusetts, a causa de la malaltia de Parkinson, als 82 anys.

## Llegat i memòria
Al 2018 Rob Garver en va fer un documentalː Pauline Kael: l'art de la crítica, en el qual van intervenir Quentin Tarantino, Alec Baldwin, David O. Russell, Paul Schrader, Francis Ford Coppola, Peter Bogdanovich, John Boorman, Molly Haskell, Dick Cavett o Woody Allen.
Quentin Tarantino s'hi inspira per a la seva pel·lícula The Movie Critic.

## Obres
- I Lost It at the Movies (1965)
- Kiss Kiss Bang Bang (1968)
- Going Steady (1969)
- The Citizen Kane Book (1971)
- Deeper into Movies (1973)
- Reeling (1976)
- When the Lights Go Down (1980)

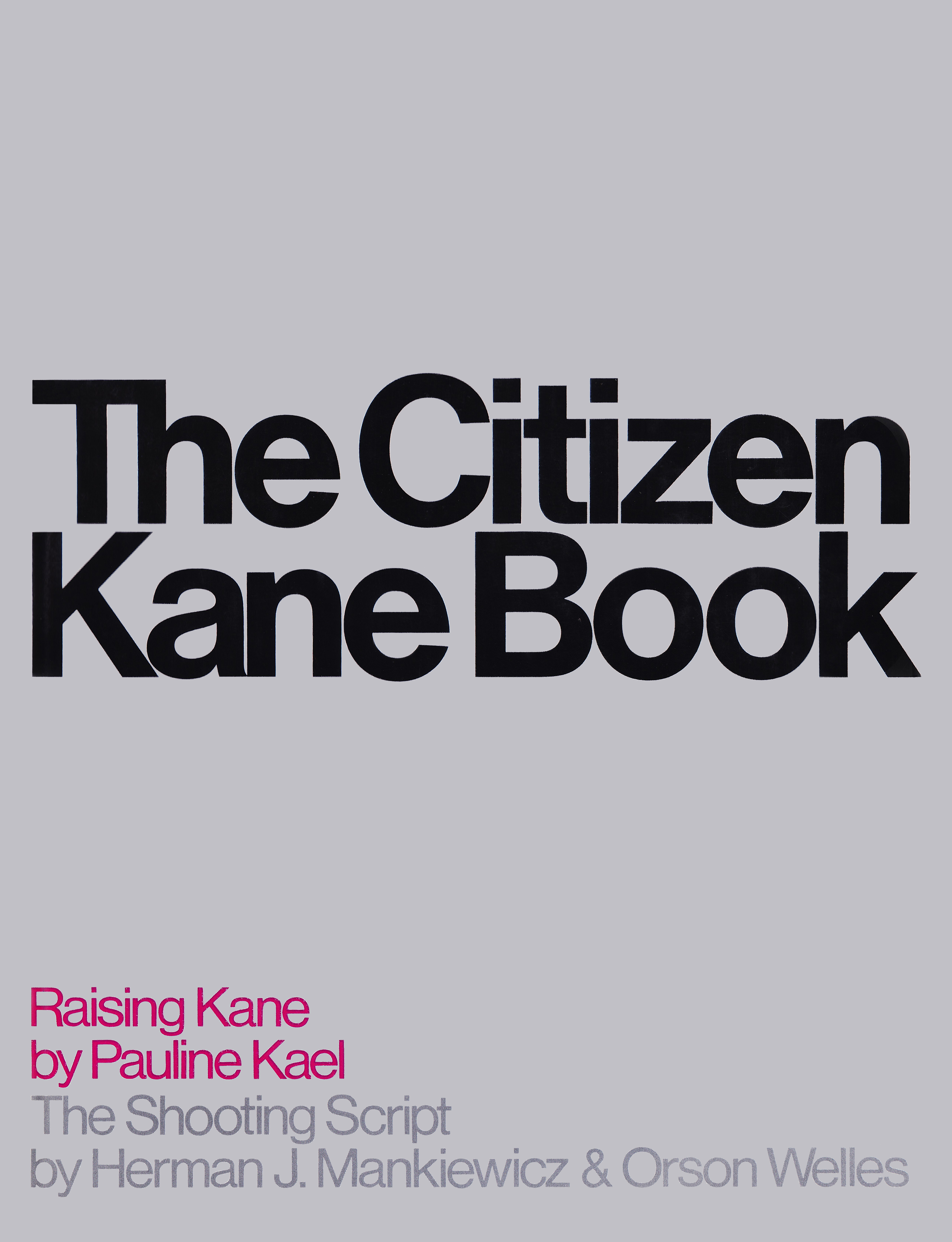
Portada de The Citizen Kane Book (1971)

- 5001 Nights at the Movies (1982, revisat el 1984 i 1991)
- Taking It All In (1984)
- State of the Art (1987)
- Hooked (1989)
- Movie Love (1991)
- For Keeps (1994)
- Raising Kane, and other essays (1996)